# Pitcher (bierkan)

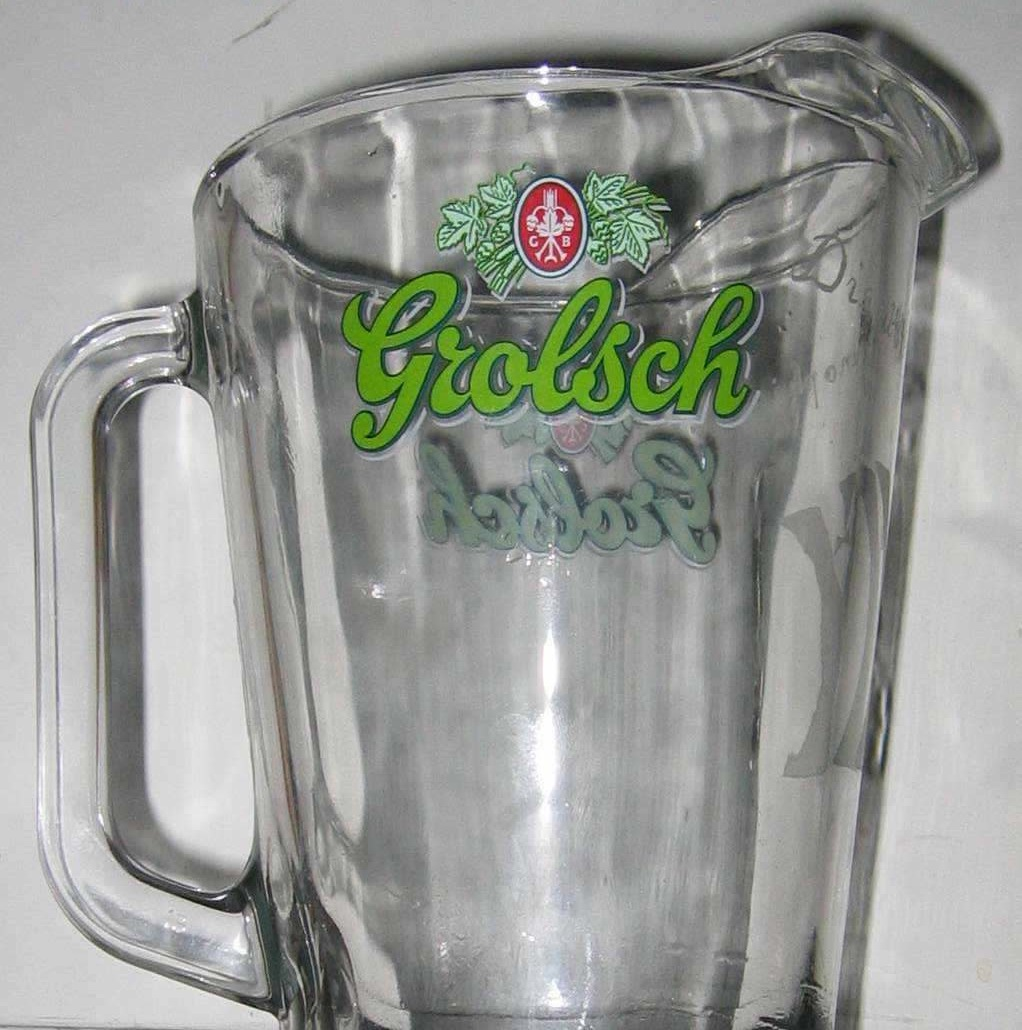
Een pitcher met het logo van Grolsch

Een pitcher is een glazen schenkkan met een handvat en een inhoud voornamelijk variërend van 1,7 tot 1,8 liter. Een pitcher wordt veelal met bier op een terras besteld. Vaak is deze hoeveelheid voordeliger dan losse glazen. 
Pitchers worden bij studenten ook weleens gebruikt als relatiegeschenk. Er wordt dan een logo van een bedrijf of vereniging in het glas gegraveerd. Onder de ouderen wordt veelal de term 'kannetje' gebruikt.